# Christian Zillekens
Christian Zillekens (* 29. Dezember 1995 in Neuss) ist ein deutscher Moderner Fünfkämpfer.

## Karriere
Zillekens wurde in der A-Jugend 2012 mit der Staffel und 2013 im Einzel Weltmeister. 2014 folgte die Junioren-Weltmeisterschaft mit der Staffel.
Bei den Olympischen Sommerspielen 2016 in Rio de Janeiro belegte Zillekens den 21. Platz. 2017 erreichte er beim Weltcup in Polen in der Mixed-Staffel den zweiten Platz, ebenso gemeinsam mit Alexander Nobis in der Staffel.
Zillekens startet für den OSC Potsdam und wird von Claudia Adermann trainiert.

## Leben
Zillekens heiratete 2022 die Fünfkämpferin Annika Schleu. Beide wurden im gleichen Jahr Eltern einer Tochter.